# اندیس قره زاغ ۱
قره زاغ ۱ یک اندیس غیرفلزی است که در حوالی شهر صائین قلعه استان آذربایجان غربی قرار دارد و مادهٔ معدنی موجود در آن، سیلیس است.سنگ میزبان این اندیس میکا شیست و کوارتزیت است  